# باجة الشيخ
قرية باجة الشيخ هي إحدى القرى التابعة لمركز العياط في محافظة الجيزة في جمهورية مصر العربية. حسب إحصاءات سنة 2006، بلغ إجمالي السكان في باجة الشيخ 6106 نسمة، منهم 3266 رجل و2840 امرأة.